# Liste der Biografien/Niu
Liste der Biografien |
Portal Biografien |
Personensuche
# |
A |
B |
C |
D |
E |
F |
G |
H |
I |
J |
K |
L |
M |
N |
O |
P |
Q |
R |
S |
T |
U |
V |
W |
X |
Y |
Z |
?
 
Na |
Nb |
Nc |
Nd |
Ne |
Nf |
Ng |
Nh |
Ni |
Nj |
Nk |
Nl |
Nm |
Nn |
No |
Nr |
Ns |
Nt |
Nu |
Nv |
Nw |
Nx |
Ny |
Nz
 
Nia |
Nib |
Nic |
Nid |
Nie |
Nif |
Nig |
Nih |
Nii |
Nij |
Nik |
Nil |
Nim |
Nin |
Nio |
Nip |
Niq |
Nir |
Nis |
Nit |
Niu |
Niv |
Niw |
Nix |
Niy |
Niz
Die Liste der Biografien führt alle Personen auf, die in der deutschsprachigen Wikipedia einen Artikel haben. Dieses ist eine Teilliste mit 13 Einträgen von Personen, deren Namen mit den Buchstaben „Niu“ beginnt.

## Niu
- Niu Hui-sheng (1892–1937), Chirurg
- Niu Lijie (* 1969), chinesische Fußballspielerin
- Niu Zhuang (* 1994), chinesischer Snookerspieler
- Niu, Chunge (* 2000), chinesische Stabhochspringerin
- Niu, Jianfeng (* 1981), chinesische Tischtennisspielerin
- Niu, Maosheng (* 1939), chinesischer Politiker (Volksrepublik China), Minister für Wasserwirtschaft
- Niu, Thomas Hui-qing (1895–1973), chinesischer römisch-katholischer Geistlicher, Bischof von Yanggu und Apostolischer Administrator in China und Taiwan
- Niu, Wenbin (* 1991), chinesischer Leichtathlet
- Niu, Zhiyuan (* 1973), chinesischer Sportschütze

### Niuk
- Niukkanen, Juho (1888–1954), finnischer Politiker, Mitglied des Reichstags

### Niun
- Niune, Sänger

### Nius
- Niuserre, altägyptischer König der 5. Dynastie (um 2445 – um 2414 v. Chr.)Niuserre

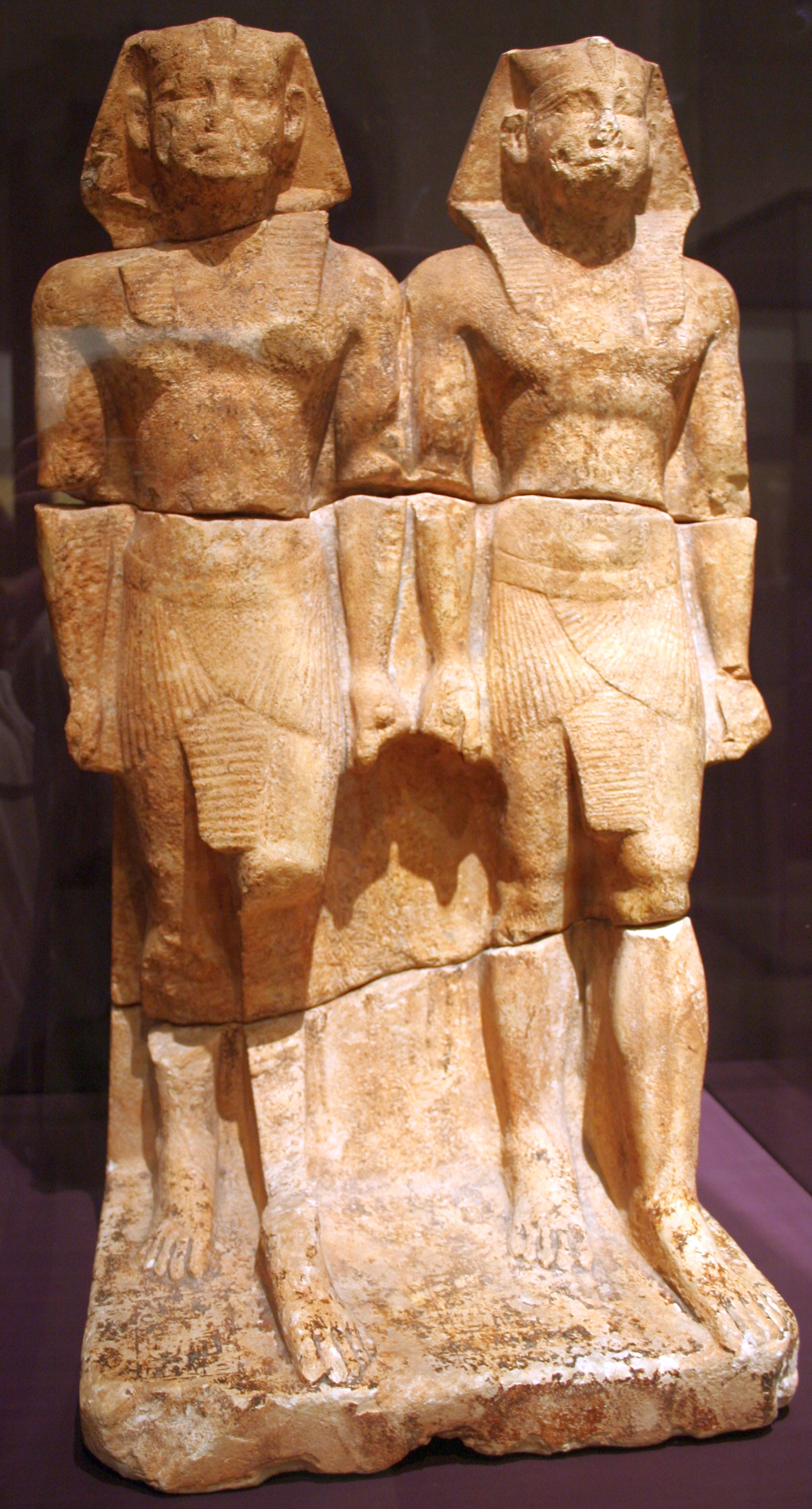
Niuserre

- Niuserre, Prinz der altägyptischen 4. Dynastie